# Kirby (spelfigur)
Kirby är en rosa, sfärformad figur skapad av Masahiro Sakurai för Nintendo. Kirby skapades för att ha en figur att använda under utvecklingen av det första Kirby-spelet Kirby's Dream Land (1992), och det var från början tänkt att han skulle ersättas när man hade kommit på en lämpligare figur. Med tiden blev dock Kirby allt mer populär bland utvecklarna och man beslöt till slut att behålla honom.

Kirby på mochiförpackning

Kirby bor i ett litet hus i landet Dream Land på den fiktiva planeten Pop Star. Om Kirby sväljer fiender kan han få olika krafter, som beror på vilken fiende han sväljer. Kirbys rival är Meta Knight och hans ärkefiende är King Dedede. En vanlig, återkommande boss i spelen är äppelträdet Whispy Woods och Molnen Kracko. Rösten till Kirby görs sedan Super Smash Bros. (1999) av Makiko Ohmoto.